# Susz (wzniesienie)
Susz (niem. Himprichthübel, 664 m n.p.m.)  – wzniesienie w Karkonoszach.

## Położenie
Granitowe wzniesienie położone pomiędzy Myją a Granicznikiem nad Drogą Sudecką od północy.